# Lea Schmidbauer
Lea Schmidbauer (* 20. Dezember 1971 in Starnberg) ist eine deutsche Autorin. Sie schreibt Drehbücher für Film und Fernsehen sowie Jugendbücher.

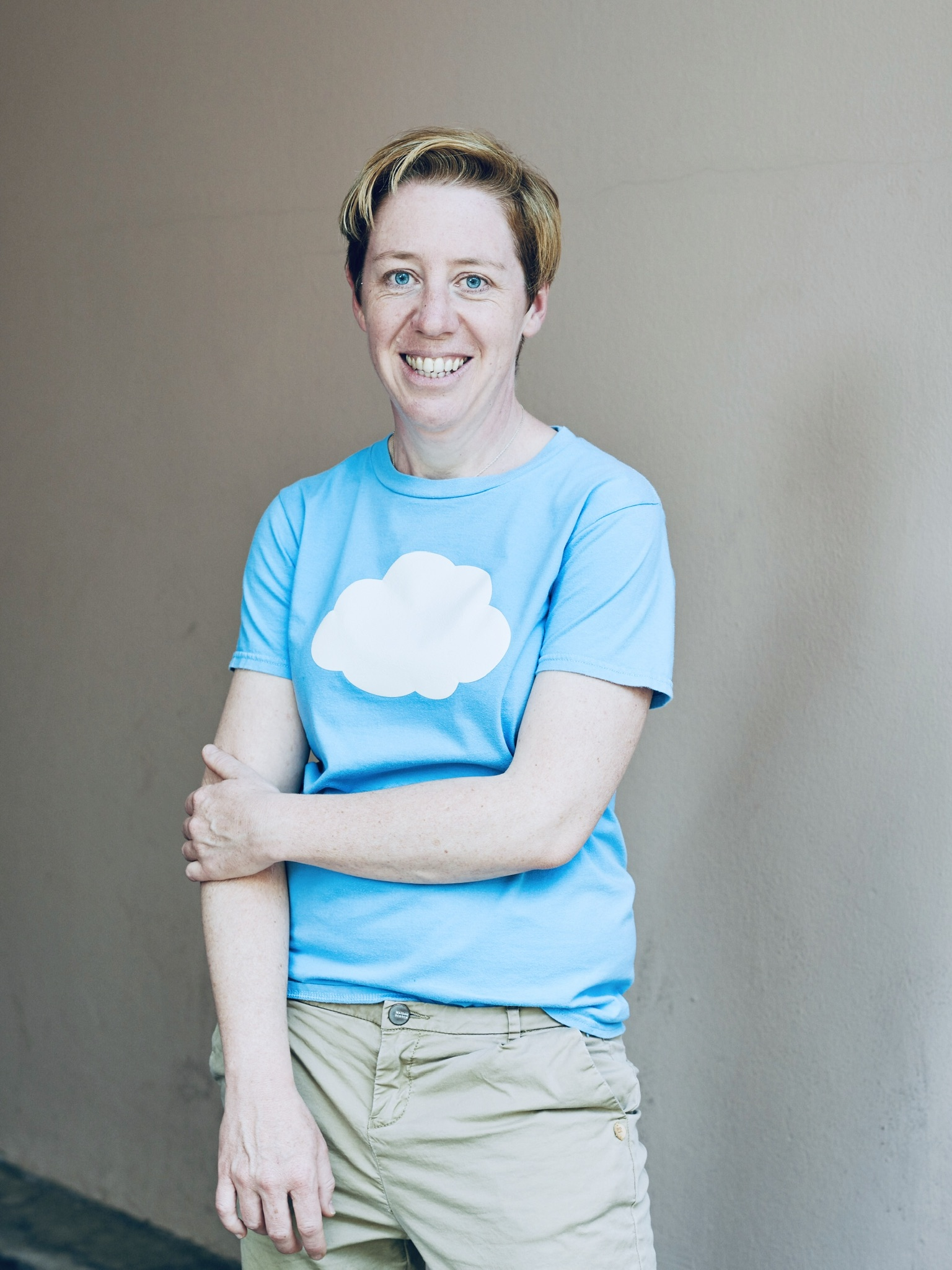
Lea Schmidbauer, 2018

## Leben
Lea Schmidbauer studierte an der Hochschule für Fernsehen und Film in München, die sie 2004 mit der Kurzfilmkomödie Reality Check abschloss, die vom Bayerischen Rundfunk und arte koproduziert wurde. Bekannt wurde sie als Autorin der Kinokomödie Groupies bleiben nicht zum Frühstück (2010) und den Ostwind-Kinofilmen (2012–2021). Alle Ostwind-Romane, die sie, z. T. noch gemeinsam mit Kristina Magdalena Henn zu den Kinofilmen schrieb, wurden Bestseller.
2017 schrieb sie außerdem die Drehbücher zu allen acht Folgen der österreichischen Drama-Serie Trakehnerblut, die unter dem Titel Gestüt Hochstetten in der ARD zu sehen war.
2019 übernahm sie die Regie der Verfilmung des letzten Teils ihrer Ostwind-Serie, Ostwind – Der große Orkan, der im Sommer 2021 in die Kinos kam.
Gemeinsam mit Kathrin Richter wurde sie 2024 als Professorin an die HFF München berufen, um in Nachfolge von Michael Gutmann als Doppelspitze die Leitung der Abteilung Drehbuch zu übernehmen.
Lea Schmidbauer lebt und arbeitet in München. Ihr Vater ist der Psychoanalytiker und Schriftsteller Wolfgang Schmidbauer.

## Filmografie
- 2010: Groupies bleiben nicht zum Frühstück
- 2011: Tage, die bleiben
- 2013: Ostwind
- 2015: Ostwind 2
- 2016: Mein Sohn, der Klugscheißer (ARD)
- 2017: Ostwind – Aufbruch nach Ora
- 2017: Trakehnerblut
- 2019: Ostwind – Aris Ankunft
- 2021: Ostwind – Der große Orkan
- 2022: Jagdsaison

## Veröffentlichungen
Ostwind (Reihe):
- 2014: Ostwind – Zusammen sind wir frei (mit Kristina Magdalena Henn), München: cbj, ISBN 978-3-570-22470-0
- 2014: Ostwind – Rückkehr nach Kaltenbach (mit Kristina Magdalena Henn), München: cbj, ISBN 978-3-570-15812-8
- 2015: Ostwind – Aufbruch nach Ora (mit Kristina Magdalena Henn), München: Alias Entertainment,  ISBN 978-3-940919-11-3
- 2016: Ostwind – Auf der Suche nach Morgen, München: Alias Entertainment, ISBN 978-3-940919-12-0
- 2017: Ostwind – Aris Ankunft, München: Alias Entertainment, ISBN 978-3-940919-15-1
- 2018: Ostwind – Der große Orkan, München: Alias Entertainment, ISBN 978-3-940919-17-5
- 2021: Ostwind – Wie es begann, München: Alias Entertainment, ISBN 978-3-940919-22-9

## Auszeichnungen
- 2019 – Kindertiger für Ostwind – Aris Ankunft[3]
- 2015 – Kindertiger für Ostwind 2